# علی رغبتی
علی رغبتی (زادهٔ ۱ مرداد ۱۳۴۴ در همدان) مدیر ورزشی اهل استان همدان است. وی از مدیران ارشد و با سابقه وزارت ورزش و جوانان می باشد. رغبتی سرپرست سابق فدراسیون موتورسواری و اتومبیلرانی است. وی هم‌چنین یکی از شش عضو کمیته انتقالی فدراسیون فوتبال در هنگام تعلیق فوتبال ایران از سوی فیفا بود. او عضو سابق هیئت مدیره پرسپولیس است. در زمان حضور وی در پرسپولیس این باشگاه به فینال جام باشگاه های آسیا رسید و با کسب قهرمانی در سه جام لیگ برتر فوتبال ایران، جام حذفی فوتبال ایران و سوپر جام فوتبال ایران موفق به کسب سه گانه در یک فصل شد.   وی مدتی سرپرستی معاونت ورزشی وزارت ورزش و جوانان را برعهده داشت.
او پیشگام برنامه ریزی نوین در ورزش ایران بود و هم اکنون مشاور وزیر ورزش و جوانان در امور قهرمانی و حرفه ای و همچنین سرپرست دفتر برنامه ریزی و نظارت ورزش قهرمانی می باشد. 
وی همچنین رئیس دبیر خانه شورای عالی ورزش و تربیت بدنی می باشد. 